# Rose Frisch
Rose Frisch   (Bronx, 7 de juliol de 1918 - Cambridge, 30 de gener de 2015) Rose Epstein Frisch va ser una científica nord-americana pionera en fertilitat i desenvolupament humà. És coneguda principalment pel descobriment que el greix corporal baix era un factor que contribuïa a la infertilitat.
Els estudis mèdics sobre els aspectes específics que afecten la salut de les dones van endarrerits amb relació a la salut dels homes, però Frisch va començar una recerca que fou innovadora, i esdevingué fonamental per al futur descobriment de la leptina.

## Biografia
Va néixer com a Rose Epstein el 1918, al Bronx, dels immigrants jueus russos Louis i Stella Epstein. Una seva neboda, filla d'un germà seu, seria Linda McCartney.
Rose Frisch va assistir al Smith College de Northampton, Massachusetts, on va obtenir una llicenciatura en arts el 1939. Va fer un màster en zoologia l'any següent a la Universitat de Colúmbia, i el doctorat en genètica per la Universitat de Wisconsin el 1943. Va conèixer el seu marit, David H. Frisch, mentre ella estava al Smith i ell a Princeton. Tots dos van treballar en el projecte de la bomba atòmica al Laboratori Nacional de Los Alamos durant la Segona Guerra Mundial.

## Recerca
Centrant-se en l'estudi del paper que té el teixit adipós (el greix) en la fertilitat, Frisch va descobrir que el greix corporal baix (menys del 17%) podia causar infertilitat, menarquia tardana i oligomenorrea. Aquest descobriment es va publicar a la revista Science el 1974. També va descobrir que les atletes tenien un risc menor de càncer de mama.
Frisch va començar la seva carrera investigadora com a estudiant de doctorat a la Universitat de Wisconsin, on va treballar amb Drosophila melanogaster. Després es va convertir en un ordinador humà per al Projecte Manhattan. Quan els seus fills van ser grans, va ocupar un lloc de recerca al Centre d'Estudis de Població i Desenvolupament de Harvard a Cambridge, Massachusetts. Frisch va romandre a Harvard durant la resta de la seva carrera, estudiant nedadors, ballarins i altres atletes per aprendre com el greix corporal afecta la fertilitat i la propensió a malalties com el càncer de mama.
Fins que va morir va estar involucrada amb el Centre d'Estudis de Població i Desenvolupament de la Harvard TH Chan School of Public Health.

## Llegat
Frisch era àmpliament respectada per les dones esportistes, que sovint podien aconseguir un embaràs aplicant els coneixements recollits de la seva investigació.
La seva hipòtesi es veié confirmada 20 anys després, quan es descobrí la leptina.

## Premis i reconeixements
- Beca Guggenheim – 1975–1976.
- Conferenciant nacional Sigma Xi – 1988–1990.
- Membre del Radcliffe Bunting Institute – 1993–1994.
- Membre de la Fundació John Simon Memorial Guggenheim.
- Membre de l'Acadèmia Americana de les Arts i les Ciències.[1]
- Medalla Rally Day per la Investigació Mèdica i la Salut Reproductiva (atorgada per l'Smith College).
- Premi al Mèrit com a Professora Emèrita, Escola de Salut Pública de Harvard.

## Publicacions seleccionades
- Frisch RE, McArthur JW (1974). "Menstrual cycles: fatness as a determinant of minimum weight for height necessary for their maintenance or onset". Science. 185 (4155): 949–51.
- Frisch RE et al., «Lower prevalence of breast cancer and cancers of the reproductive system among former college athletes compared to non-athletes». Br. J. Cancer, 52, 6, 1985, pàg. 885–91.
- Frisch, Rose E.. Female fertility and the body fat connection. Paperback.  Chicago, Ill.: University of Chicago Press, 2004.
- Frisch, Rose E. Plants that Feed the World. (1966). Van Nostrand; First Edition (1966).
- Frisch, Rose E. (Ed.). Adipose Tissue and Reproduction (March 1990). S Karger Publishers.